# Ina Bauer
Ina Bauer (Ina Szenes / de casada, Ina Bauer, Krefeld, 31 de enero de 1941 – 13 de diciembre de 2014) fue una deportista alemana, patinadora artística de competición. Ganó tres  títulos nacionales de Alemania Occidental consecutivos (1957–59) e inventó el elemento de patinaje que lleva su nombre.

## Vida personal
Ina Bauer nació en Krefeld el 31 de enero de 1941. Su padre era un fabricante de seda. Bauer se casó con un patinador artístico húngaro, István Szenes.
Szenes-Bauer murió el 13 de diciembre de 2014.

## Carrera
Después de ganar la medalla de plata nacional alemana en 1956, Bauer se clasificó para los Campeonatos europeos en París y quedó en el 13.º puesto. Quedó 20.ª en el Campeonato Mundial en Garmisch-Partenkirchen, Alemania.
La temporada siguiente, Bauer ganó el primero de sus tres títulos nacionales. Quedó décima en los Campeonatos europeos de 1957 en Viena y 11.ª ese mismo año en el Campeonato Mundial en Colorado Springs, Colorado. 
Durante los próximos dos años, Bauer mantuvo su título de campeona nacional y obtuvo sus rankings internacionales más altos. Obtuvo el cuarto puesto en el Campeonato Mundial en París de 1958, en el Campeonato europeo de 1959 en Davos, Suiza, y en el Campeonato Mundial de 1959 en Colorado Springs. Durante este tiempo,  entrenó en Colorado Springs.
Después de abandonar el Campeonato europeo de 1960 en Garmisch-Partenkirchen, Bauer se retiró de competición a petición de su padre. Después de su retiro se fue de gira con los Ice Follies y protagonizó dos películas con el esquiador alpino austríaco Toni Sailer.
Bauer inventó el elemento de patinaje homónimo.

## Resultados
| Acontecimiento         | 1956 | 1957 | 1958 | 1959 | 1960 |
| ---------------------- | ---- | ---- | ---- | ---- | ---- |
| Camp. Mundial.         | 20.º | 11.º | 4.º  | 4.º  |      |
| Camp. Europeo.         | 13.º | 10.º | 4.º  | WD   |      |
| Camp. de Alemania Occ. | 2.º  | 1.º  | 1.º  | 1.º  |      |
| WD: Retiro             |      |      |      |      |      |